# Gar, Ngari
Gar är ett härad som lyder under prefekturen Ngari i Tibet-regionen i sydvästra Kina.